# Добрня (Республика Сербская)
Добрня (серб. Добрња / Dobrnja) — село в общине Баня-Лука Республики Сербской Боснии и Герцеговины. Население составляет 83 человека по переписи 2013 года.